# Презренє
Презренє (словен. Prezrenje) — поселення в общині Радовлиця, Горенський регіон, Словенія. Висота над рівнем моря: 463,5 м.